# Sonchat Ratiwatana
Sonchat Ratiwatana (Bangkok, 23 de Janeiro de 1982) é um tenista profissional tailandês, especialista em duplas tem como parceiro seu irmão gêmeo, Sanchai Ratiwatana, seu melhor ranking na ATP de N. 39, em 2008.

## Honras
- 2007 Tailândia Open, Tailândia com Sanchai Ratiwatana
- 2008 Chennai Open, India com Sanchai Ratiwatana